# Jardín botánico de la Cortijuela

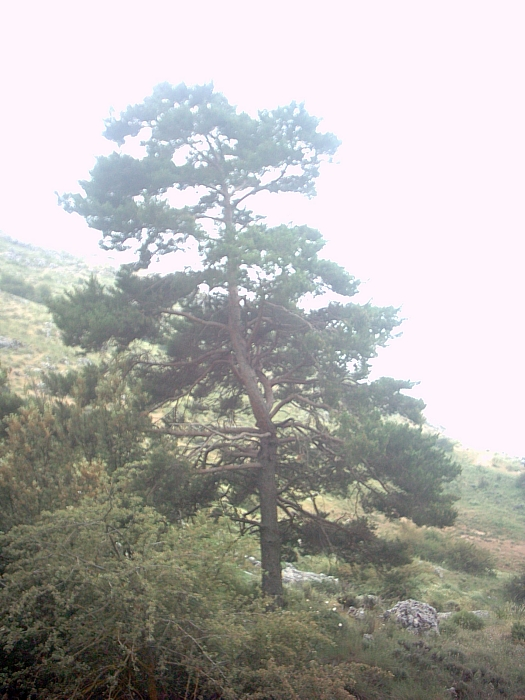
Pinus sylvestris subsp. nevadensis especie endémica de las sierras subbéticas, presente en La Cortijuela.

El jardín botánico de la Cortijuela es un jardín botánico de España, de 12,4 hectáreas de extensión, dependiente administrativamente del gobierno autonómico, y de la Universidad de Granada, que se encuentra dentro del Parque nacional de Sierra Nevada en la zona del Trevenque, cuyas funciones son las de, protección, conservación, generación e investigación de la flora de esta sierra especialmente las de sus más de 60 endemismos, que representan más del 80% de todos los endemismos del continente europeo.

## Localización
Está situado en las faldas del Cerro del Trevenque en Sierra Nevada a unos 1600 m de altitud, y se puede acceder a él por un sendero que parte del tramo superior de la carretera que desde Granada sube a Pradollano el núcleo poblacional de la estación de esquí de Sierra Nevada.
El sendero que lleva hasta el edificio de la Cortijuela es apropiado para vehículos todoterreno. Se puede ir caminando, para ello seguir la pista forestal por la que hemos venido, pasando el puente de los siete ojos sobre el arroyo Huenes, hasta llegar a la casa forestal de la Cortijuela.
Otra ruta de acceso es desde la localidad de La Zubia. En el interior del núcleo de población hay que dirigirse hacia la pedanía de Cumbres Verdes, y aquí tomar la carretera que va hasta la Fuente del Hervidero, y una vez en este lugar dejar el automóvil aparcado, e ir andando hasta La Cortijuela, pues la senda que desde aquí lleva al jardín botánico, solamente es apta para vehículos todoterreno.
Jardín Botánico Universitario de Sierra Nevada, Departamento de Botánica, Facultad de Ciencias (Campus de Fuentenueva) y de Farmacia (Campus de Cartuja), Universidad de Granada, 18071 GR España.
- Teléfono: +34 (9)58 24 39 16

El horario de visita de martes a domingos, de 10 a 16.

## Historia
Fue creado en 1965.

## Colecciones
El jardín botánico contiene 620 accesiones, representando 192 especies (1994 figuras) 
El jardín botánico con una extensión de 12,4 ha, es un conglomerado de fragmentos de bosque autóctono de Pinus sylvestris subsp. nevadensis, encinares de Quercus rotundifolia y repoblaciones de Pinus sylvestris y Pinus nigra estas, especies foráneas.
Con un sotobosque de gran variedad de especies acompañantes En los estratos inferiores de la vegetación veremos abundar la peonía (Paeonia coriacea), la salvia (Salvia lavandulifolia), oreja de burro (Phlomis crinita), piorno (Erinacea anthyllis), hierba de los ballesteros (Helleborus foetidus), la gayuba (Arctostaphylos uva-ursi).
En las zonas más frescas con acer (Acer opalus subsp. granatense), mostajo (Sorbus aria y Sorbus torminalis), durillo (Amelanchier ovalis), durillo dulce (Cotoneaster granatense)y tejo (Taxus baccata). También abundan los espinales como el rosal silvestre (Rosa canina), majuelo (Crataegus monogyna), agracejo (Berberis hispanica), zarzamora (Rubus ulmifolius), endrino (Prunus ramburii), carrasquilla (Rhamnus myrtifolius), enebro (Juniperus oxycedrus), y varias especies de orquídeas.
El interior del jardín está recorrido por dos arroyos donde podremos observar especies propias de riberas, como olmos (Ulmus minor) sauces y mimbres (Salix alba, Salix x rubens, juncos (Juncus inflexus), mastranzo blanco (Mentha longifolia), abedul (Betula pendula subsp. fontqueri).
Dentro del jardín hay 58 familias representadas, con más de 400 taxones de especímenes vegetales de Sierra Nevada y las sierras de sus estribaciones.
En el vivero, se cultivan plantas tanto de las que se encuentran en peligro de extinción, como las consideradas vulnerables. 
En peligro de extinción tales como: Acer opalus subsp. granatense (Arce de Granada), Erodium boissieri, Rothmaleria granatensis, Salix hastata subsp. sierrae-nevadae, Senecio elodes, Narcissus nevadensis (Narciso de Sierra Nevada) y Artemisa granatensis (Manzanilla real).
De las consideradas vulnerables: Amelanchier ovalis (Guillomo), Celtis australis (Almez), Ilex aquifolium (Acebo), Quercus pyrenaica (Roble melojo), Santolina elegans (Santolina) y Sorbus aria (Mostajo).

## Equipamientos
- Centro de recepción de visitantes, que no es otro que la vivienda de campo original denominada cortijo reacondicionada, junto a él hay una fuente.
- vivero que facilita la investigación a los estudiosos.